# Seninho
Joaquim Arsénio Rodrigues Jardim, plus communément appelé Seninho, est un footballeur international portugais né le 1er juillet 1949 à Sá da Bandeira et mort le 4 juillet 2020 à Porto. Il évoluait au poste d'ailier droit.

## Biographie

### En club
Seninho évolue au Portugal uniquement sous les couleurs du FC Porto,,.
Il est champion du Portugal en 1978 et il remporte également la Coupe du Portugal en 1977,.
Il dispute 118 matchs pour 25 buts marqués en première division portugaise durant 7 saisons,.
Après son passage au Portugal, il part jouer aux États-Unis pour le New York Cosmos et le Chicago Sting, il est vainqueur à 4 reprises de la North American Soccer League,.

### En équipe nationale
International portugais, Seninho reçoit quatre sélections en équipe du Portugal entre 1976 et 1978, pour un but marqué.
Son premier match est disputé le 7 avril 1976 en amical contre l'Italie (défaite 1-3 à Turin).
Il dispute ensuite deux matchs dans le cadre des qualifications pour la Coupe du monde 1978 : contre la Pologne (match nul 1-1 à Chorzów) le 29 octobre 1977 et contre Chypre (victoire 4-0 à Faro) le 16 novembre 1977. Il marque un but lors de cette rencontre.
Son dernier match a lieu le 8 mars 1978 en amical contre la France (défaite 0-2 à Paris).

## Palmarès
Avec le FC Porto :
- Champion du Portugal en 1978
- Vainqueur de la Coupe du Portugal en 1977

Avec le New York Cosmos :
- Vainqueur de la North American Soccer League en 1978 et 1980

Avec le Chicago Sting :
- Vainqueur de la North American Soccer League en 1982 et 1984